# São Paulo Tramway, Light and Power Company
São Paulo Tramway, Light and Power Company, más conocida como Light São Paulo, fue una empresa de capital canadiense que realizó actividades de generación y distribución de energía eléctrica en la ciudad de São Paulo, Brasil. Además también brindó el servicio de transporte público a través de trolebuses. 

## Historia
La empresa se fundó el 7 de abril de 1899, en Toronto, Canadá, como The São Paulo Tramway, Light and Power Company. El 17 de julio del mismo año fue autorizada, por decreto del presidente Campos Sales para operar en Brasil. Su actividad en São Paulo comenzó ese mismo año, gracias a la construcción de la planta hidroeléctrica Parnaíba, obra concluida en 1901. 
Posteriormente, la "Light" empezaría a operar los servicios de generación y distribución de energía eléctrica al mismo tiempo que los servicios del trolebús en el municipio de São Paulo generando una revolución para la época cuando la ciudad sólo tenía caminos de caballos. 
El 9 de junio de 1904, los mismos socios canadienses crearon la firma The Rio de Janeiro Tramway, Light and Power. A partir de 1912, las dos empresas pasaron a ser controladas por el holding Brazilian Traction Light and Power Co. Ltd.
Entre 1900 y 1930, la Light São Paulo realizó innumerables obras de expansión de los servicios de energía eléctrica en la ciudad de São Paulo y los municipios vecinos, construyendo en 1908 la represa de Guarapiranga y plantas hidroeléctricas como Edgard de Souza e Rasgão, ubicadas en el curso del Rio Tietê, en Santana de Parnaíba, a 40 kilómetros de la capital. Eran obras necesarias para acompañar el crecimiento económico y poblacional de la ciudad y sus alrededores, además del creciente aumento en el consumo de energía eléctrica. 
Posteriormente, la Light São Paulo también fue responsable de la rectificación del río Tietê y del río Pinheiros así como de la construcción de la Represa Billings, al mismo tiempo que la planta hidroeléctrica Henry Borden. A mediados de la década de los 1940, la Light São Paulo finalizó su servicio de transporte público por medio de los trolebuses, transfiriéndolos a la Alcaldía de São Paulo, a través de la CMTC, la cual mantendría el servicio de trolebús hasta que desapareció a finales de los años 1960.
En 1956, el holding Brazilian Traction Light and Power Co. Ltd. comenzó a trabajar en innumerables sectores como el inmobiliario, hotelero, servicios de ingeniería, agropecuaria, entre otros, y cambió su nombre, pasando a llamarse Brascan - "Brasil Canadá Ltda". La empresa São Paulo Tramway, Light and Power Company se fusionó con la Rio de Janeiro Tramway, Light and Power Company, en una única razón social, ahora llamada de Light – Serviços de Eletricidade S/A, vinculada a la Brascan.

## Fin de las actividades
A finales de la década de 1970, el contrato de concesión de la Light – Serviços de Eletricidade S/A con el gobierno federal, firmado a inicios del siglo y con una validez de setenta años fue finalizado, con la entrega de los activos invertidos por la empresa al gobierno brasileño. Pero en circunstancias oscuras, principalmente en el momento político vigente (dictadura militar brasileña), el entonces ministro de minas y energía Shigeaki Ueki, a través de Eletrobrás, adquirió el control accionario de Light – Serviços de Eletricidade S/A en 1979.
De esta manera, en 1981 el gobierno del estado de São Paulo adquirió la Light paulista y creó su propia empresa de energía, con el nombre de Eletropaulo, cuya empresa fue dividida en varias firmas de porte menor para la década de los 1990s, siendo algunas de ellas privatizadas por el gobernador Mario Covas.
El grupo Brascan - Brasil Canadá Ltda. Después de la venta de Light, continuó operando en Brasil en los negocios remanentes, como lo son: el ramo inmobiliario, hotelero, servicios de ingeniería, agropecuaria, bancos, seguros y de centros comerciales. Son propietarios de centros comerciales, tales como: Rio Sul, Madureira Shopping, Bay Market, Paço do Ouvidor, Botafogo Praia Shopping y Centro Empresarial Mourisco, en Río de Janeiro, Brascan Open Mall, Raposo Shopping, Patio Higianópolis, Shopping Paulista y West Plaza en São Paulo; Shopping Crystal en Paraná y Shopping Cidade en Belo Horizonte. Reciben 90 millones de personas al año, generando anualmente cerca de 100 millones de dólares en alquiler de locales comerciales.

## Memoria arquitectónica y cultural
La marca y empresa Light, dejó algunos legados en la ciudad de São Paulo pese al tiempo que lleva fuera de funcionamiento y que en su tiempo fuese sustituida por Eletropaulo.
Las estaciones de transmisión de energía eléctrica más antiguas, tales como: Santana, Cambuci y Bella Vista, conservan trazos del estilo arquitectónico de la época e influencias de arquitectos canadienses. El antiguo edificio sede de la Light São Paulo, bautizado como Alexandre Mackenzie, en homenaje a uno de los socios de la empresa, ubicado en la Plaza Ramos de Azevedo, al lado del Teatro Municipal y del Viaduto do Chá, es considerado de relevante valor histórico y fue declarado como patrimonio por la Condephaat. Construido en la década de 1930, fue internamente adaptado para ser utilizado como un centro comercial (el Shopping Light) en la década de 1990, pero externamente conserva las características originales. 
Aún hoy en día, padres y abuelos, que vivieron en la época de Light, reclaman por las elevadas cuentas de la energía eléctrica actual y de las luces encendidas sin necesidad por sus hijos y nietos diciendo "vocês acham que eu sou sócio da Light?" (Creen que soy socio de la Light?), es una prueba que el nombre de la empresa extinta todavía es fuerte en el inconsciente colectivo paulistano. La Light también era llamada cómicamente de "São Paulo Light and Too Much Power" (en español: "São Paulo Luz y Mucho Poder").
La Fundación Energía y Saneamiento, creada en 1998 para preservar y divulgar el patrimonio histórico-cultural del sector energético, heredó buena parte de documentos y objetos antiguos de la Light y de otras antiguas empresas de energía y saneamiento ya extintas.